# Уоткинс, Анна
А́нна Ро́уз Уо́ткинс (англ. Anna Rose Watkins), в девичестве — Бе́ббингтон (англ. Bebbington; 13 февраля 1983, Лик, Стаффордшир, Англия) — английская гребчиха (академическая гребля).

## Биография и карьера
Анна Роуз Бебингтон (фамилия Уоткинс в девичестве) родилась 13 февраля 1983 года в Лике (графство Стаффордшир, Англия), там же она выросла и окончила «Westwood College». Она изучала естественные науки в «Newnham College» до того, как в 2001 году начать карьеру гребца, а в настоящее время обучается на математическом факультете в «University of Reading».
В 2008 году Анна завоевала «бронзу» на летних Олимпийских играх в Пекине, а в 2012 году — «золото» на летних Олимпийских играх в Лондоне.

## Личная жизнь
С сентября 2009 года Анна замужем за тренером по гребле Оливером Уоткинсом. У супругов есть два сына — Джордж Уильям Уоткинс (род. 20.09.2013) и Ричард Декстер Уоткинс (род. в феврале 2015).

## Награды
- В 2010 году британская двойка парная в составе Анны Уоткинс и Кэтрин Грейнджер была признана лучшим женским экипажем года.